# Курт Лебелль
Курт Лебелль (нім. Kurt Loebell; 26 липня 1890, Цвінгенберг — 21 квітня 1968, Вісбаден) — німецький офіцер, генерал-майор люфтваффе. Кавалер Німецького хреста в сріблі.

## Біографія
1 квітня 1910 року поступив на службу в кайзерліхмаріне. Учасник Першої світової війни. 19 липня 1918 року потрапив у британський полон. 27 жовтня 1919 року звільнений і 15 січня 1920 року повернувся в Німеччину. 27 серпня 1920 року вийшов у відставку.
4 січня 1935 року поступив на службу в люфтваффе. Пройшов офіцерський курс в училищі авіаційного зв'язку в Галле, з 1 березня 1935 року — в керівництві курсу, з 1 жовтня 1936 року — керівник курсу. З 1 грудня 1937 року — в штабі командування 2-го авіаційного району. З 1 січня 1938 року — керівник радіо- і повітряного захисту в штабі командування 2-го авіаційного району, з 1 липня 1938 року — при керівнику частин зв'язку командування 1-ї авіаційної групи, з 1 лютого 1939 року — при керівнику частин зв'язку командування 1-го повітряного флоту, з 1 вересня 1939 року — при вищому керівнику частин зв'язку командування 1-го повітряного флоту.
З 3 листопада 1939 року — спеціальний агент з регуляції повітряного захисту при керівнику відділу зв'язку Імперського міністерства авіації. З 27 березня 1941 року — керівник частин зв'язку 5-го авіакорпусу. З 1 квітня 1942 року — вищий керівник частин зв'язку авіаційного командування «Схід». Одночасно з 27 березня 1941 по 1 жовтня 1942 року — командир 35-го авіаційного полку зв'язку. З 1 жовтня 1942 року — керівник частин зв'язку 10-го авіакорпусу. З 1 жовтня 1943 року — інспектор повітряної безпеки при начальнику комунікаційного відділу Імперського міністерства авіації, потім — при командувачі частинами зв'язку люфтваффе.

## Звання
- Морський кадет (13 травня 1910)
- Фенріх-цур-зее (15 квітня 1911)
- Лейтенант-цур-зее (27 вересня 1913)
- Обер-лейтенант-цур-зее (22 березня 1916)
- Капітан-лейтенант запасу (27 серпня 1920)
- Капітан-лейтенант на дійсній службі (4 січня 1935)
- Гауптман (1 травня 1935)
- Майор (1 серпня 1935)
- Оберст-лейтенант (1 жовтня 1938)
- Оберст (1 червня 1941)
- Генерал-майор (1 січня 1945)

## Нагороди
- Залізний хрест 2-го і 1-го класу
- Почесний хрест ветерана війни з мечами
- Медаль «За вислугу років у Вермахті» 4-го і 3-го класу (12 років)
- Застібка до Залізного хреста 2-го і 1-го класу
- Хрест Воєнних заслуг 2-го і 1-го класу з мечами
- Медаль «За зимову кампанію на Сході 1941/42»
- Німецький хрест в сріблі (7 грудня 1942)